# Tierna Davidson
Tierna Davidson (Menlo Park, California, Estados Unidos; 19 de septiembre de 1998) es una futbolista estadounidense. Juega como defensa y su equipo actual es el Chicago Red Stars de la National Women's Soccer League de Estados Unidos.

## Clubes
| Club              | País           | Año    |
| ----------------- | -------------- | ------ |
| Chicago Red Stars | Estados Unidos | 2019 - |

## Palmarés

### Campeonatos internacionales
| Título                 | Equipo                      | Sede           | Año  |
| ---------------------- | --------------------------- | -------------- | ---- |
| Torneo de las naciones | Selección de Estados Unidos | Estados Unidos | 2018 |
| SheBelieves Cup        | Selección de Estados Unidos | Estados Unidos | 2018 |
| Juegos Olímpicos       | Estados Unidos              | Tokio          | 2020 |

### Distinciones individuales
| Distinción                                          | Año  |
| --------------------------------------------------- | ---- |
| Futbolista Femenina Joven del año en Estados Unidos | 2018 |

## Vida personal
Davidson es abiertamente queer.